# Edestus heinrichi
Edestus heinrichi, também conhecido como tubarão-do-carvão, é um tubarão que viveu no Pennsylvaniano. Seus fósseis foram encontrados em uma mina subterrânea de carvão mineral, em Sparta, Illinois.
Assim como seus parentes, seus dentes não caíam quando envelheciam - o que ocorre com os tubarões modernos. Entretanto, novos dentes nasciam assim mesmo, empurrando os dentes antigos para fora da boca, que ficaria como que entortada. Por outro lado, seus dentes, individualmente, são bastante únicos em seu gênero: são triangulares e possuem uma coroa serrilhada. A raiz dos dentes é longa.